# Ekeko

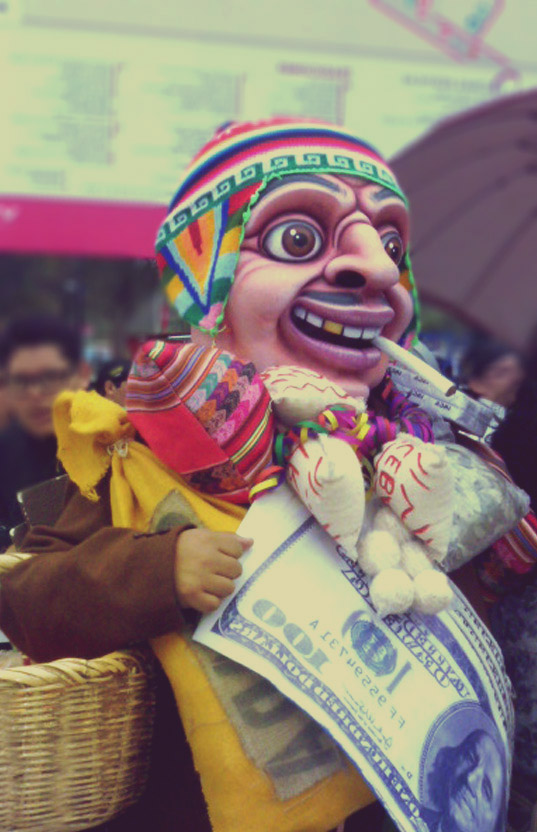
Représentation à La Paz, Bolivie.

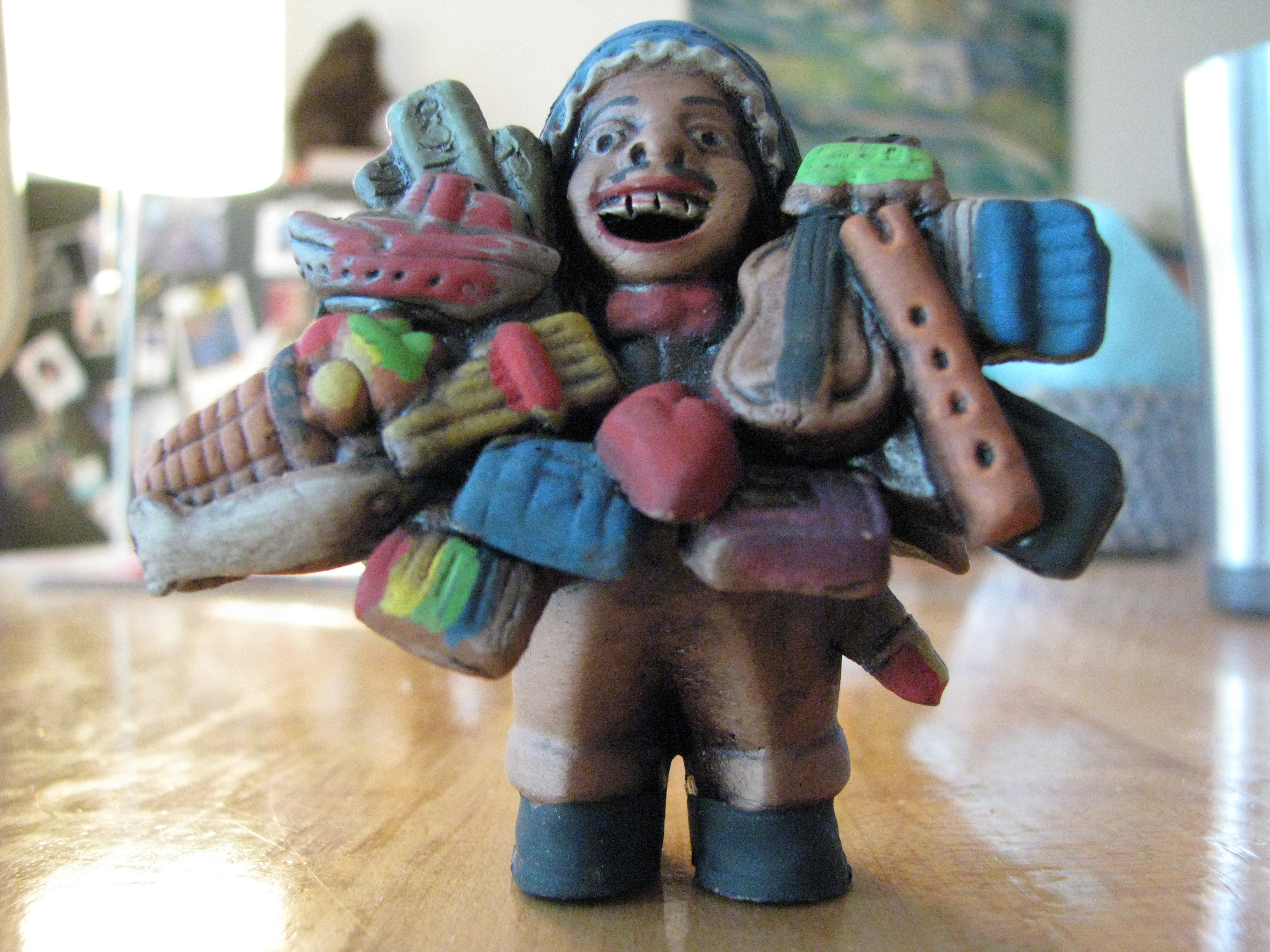
Représentation de la divinité Ekeko.

Ekeko est le dieu des Aymaras de l'abondance, de la fécondité et du bonheur dans la mythologie inca issu de la région de l'Altiplano.
Il est encore présent dans la culture de la Bolivie (et dans une moindre mesure dans une partie du Pérou voisin), où il est représenté sous forme d'une statuette appelée equeco.